# Iván Angulo
Iván Dario Angulo Cortés (San Andrés de Tumaco, 22 marzo 1999) è un calciatore colombiano, centrocampista dell'Orlando City.

## Carriera

### Club
Cresciuto nel settore giovanile dell'Envigado, ha esordito in prima squadra il 5 febbraio 2017 disputando l'incontro di campionato vinto 2-0 contro il Deportivo Cali.

### Nazionale
Ha giocato nella nazionale colombiana Under-20.

## Statistiche

### Presenze e reti nei club
Statistiche aggiornate al 25 gennaio 2019.
| Stagione        | Squadra         | Campionato      | Campionato | Campionato | Coppe nazionali | Coppe nazionali | Coppe nazionali | Coppe continentali | Coppe continentali | Coppe continentali | Altre coppe | Altre coppe | Altre coppe | Totale | Totale | Totale |
| Stagione        | Squadra         | Comp            | Pres       | Reti       | Comp            | Pres            | Reti            | Comp               | Pres               | Reti               | Comp        | Pres        | Reti        | Pres   | Reti   |        |
| --------------- | --------------- | --------------- | ---------- | ---------- | --------------- | --------------- | --------------- | ------------------ | ------------------ | ------------------ | ----------- | ----------- | ----------- | ------ | ------ | ------ |
| 2017            | Envigado        | A               | 8          | 0          | CC              | 4               | 0               |                    | -                  | -                  |             | -           | -           | 12     | 0      |        |
| 2018            | Envigado        | A               | 21         | 2          | CC              | 2               | 0               |                    | -                  | -                  |             | -           | -           | 23     | 2      |        |
| Totale carriera | Totale carriera | Totale carriera | 29         | 2          |                 | 6               | 0               |                    | -                  | -                  |             | -           | -           | 35     | 2      |        |

### Cronologia presenze e reti in nazionale
| Cronologia completa delle presenze e delle reti in nazionale ― Colombia under 20 | Cronologia completa delle presenze e delle reti in nazionale ― Colombia under 20 | Cronologia completa delle presenze e delle reti in nazionale ― Colombia under 20 | Cronologia completa delle presenze e delle reti in nazionale ― Colombia under 20 | Cronologia completa delle presenze e delle reti in nazionale ― Colombia under 20 | Cronologia completa delle presenze e delle reti in nazionale ― Colombia under 20 | Cronologia completa delle presenze e delle reti in nazionale ― Colombia under 20 | Cronologia completa delle presenze e delle reti in nazionale ― Colombia under 20 |
| Data                                                                             | Città                                                                            | In casa                                                                          | Risultato                                                                        | Ospiti                                                                           | Competizione                                                                     | Reti                                                                             | Note                                                                             |
| -------------------------------------------------------------------------------- | -------------------------------------------------------------------------------- | -------------------------------------------------------------------------------- | -------------------------------------------------------------------------------- | -------------------------------------------------------------------------------- | -------------------------------------------------------------------------------- | -------------------------------------------------------------------------------- | -------------------------------------------------------------------------------- |
| 17-1-2019                                                                        | Rancagua                                                                         | Venezuela under 20                                                               | 1 – 0                                                                            | Colombia under 20                                                                | Sudamericano Sub-20 2019 - 1º turno                                              | -                                                                                |                                                                                  |
| 19-1-2019                                                                        | Rancagua                                                                         | Colombia under 20                                                                | 0 – 0                                                                            | Brasile under 20                                                                 | Sudamericano Sub-20 2019 - 1º turno                                              | -                                                                                |                                                                                  |
| 21-1-2019                                                                        | Rancagua                                                                         | Colombia under 20                                                                | 1 – 0                                                                            | Bolivia under 20                                                                 | Sudamericano Sub-20 2019 - 1º turno                                              | 1                                                                                | 59’ 63’                                                                          |
| 25-1-2019                                                                        | Rancagua                                                                         | Cile under 20                                                                    | 0 – 1                                                                            | Colombia under 20                                                                | Sudamericano Sub-20 2019 - 1º turno                                              | -                                                                                |                                                                                  |
| Totale                                                                           |                                                                                  | Presenze                                                                         | 4                                                                                |                                                                                  | Reti                                                                             | 1                                                                                |                                                                                  |

## Palmarès

### Club

#### Competizioni statali
- Campionato paulista: 1

Palmeiras: 2020

#### Competizioni nazionali
- Lamar Hunt U.S. Open Cup: 1

Orlando City: 2022